# جائزة كندا الكبرى 2001
جائزة كندا الكبرى 2001 (بالإنجليزية: 2001 Canadian Grand Prix)‏ هو سباق فورمولا 1 أقيم بتاريخ 10 يونيو 2001 في حلبة جيل فيلنوف، مونتريال، كندا. كان الثامن من أصل 17 في بطولة العالم لسباقات الفورمولا واحد موسم 2001. حلّ الألماني رالف شوماخر أولا بينما جاء الألماني مايكل شوماخر في المركز الثاني وحصل على المركز الثالث الفنلندي ميكا هاكينن.